# Maestro de Calamarca

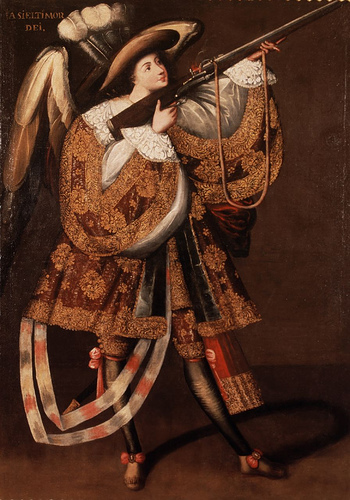
Asiel Timor Dei, uno de los ángeles arcabuceros. Museo Nacional de Arte de La Paz.

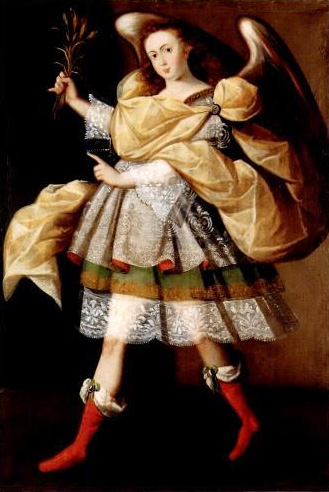
Ángel con espigas de trigo. Iglesia de Calamarca.

Maestro de Calamarca es la denominación historiográfica de un pintor barroco colonial que trabajó en la actual Bolivia a comienzos del siglo XVIII. Sus obras principales fueron dos series de ángeles pintados en los muros de la iglesia de Calamarca (departamento de La Paz), cuyo estilo se relaciona estrechamente con el de Leonardo Flores (pintor que trabajó en La Paz en el último cuarto del siglo XVII).
La primera serie de ángeles, cada uno de los cuales aparece con su nombre al fondo, son los más famosos ejemplos de "ángel arcabucero" o de "ángel boliviano" en general. La segunda serie representa ángeles andróginos con elaborados ropajes a la moda femenina europea y botas militares romanas. Cada uno lleva un objeto que permite identificarlos como los siete "arcángeles de Palermo", una tradición medieval muy venerada en España, aunque sólo tres de ellos tienen reconocimiento eclesiástico.
Aunque el nombre del artista se desconoce, Donahue-Watson ha propuesto identificarle con José López de los Ríos, así como una datación de sus obras entre 1660–1680s; mientras que Rishel y Stratton retrasan la época de su obra a la primera mitad del siglo XVIII.